# Szafran żółtokwiatowy
Szafran zółtokwiatowy, szafran żółty, krokus żółty, k. złocisty, (Crocus flavus West.) – gatunek rośliny z rodziny kosaćcowatych (Iridaceae). Pochodzi z obszaru śródziemnomorskiego. Jest uprawiany jako roślina ozdobna.

## Morfologia i biologia
Pod ziemią posiada bulwocebule, z których na wiosnę, jeszcze przed rozwojem liści wyrastają złocistożółte kwiaty. Otoczone błoniastą pochewką liście rozwijają się w pełni dopiero po przekwitnieniu. Są wąskie i rynienkowate. Cała roślina ma wysokość ok. 10 cm.

## Zastosowanie i uprawa
- Zastosowanie. Nadaje się do ogródków skalnych, na rabaty i obrzeża rabat. Może też być uprawiany na trawniku. Najbardziej efektownie wygląda uprawiany w grupkach. Może być również pędzony w szklarni.
- Najlepiej rośnie na próchniczno-piaszczystej glebie i w pełnym słońcu[5]. Rozmnaża się go przez przybyszowe bulwki, lub z nasion[4]. Przystosowany jest do rejonów o cieplejszym klimacie, jednak dobrze przetrzymuje u nas zimę, aby zaś nie przemarzał przy bezśnieżnej a mroźnej zimie, należy go przed zimą okryć (np. ściółką), na wiosnę zaś przed zakwitnięciem ściągnąć okrycie[4][5].

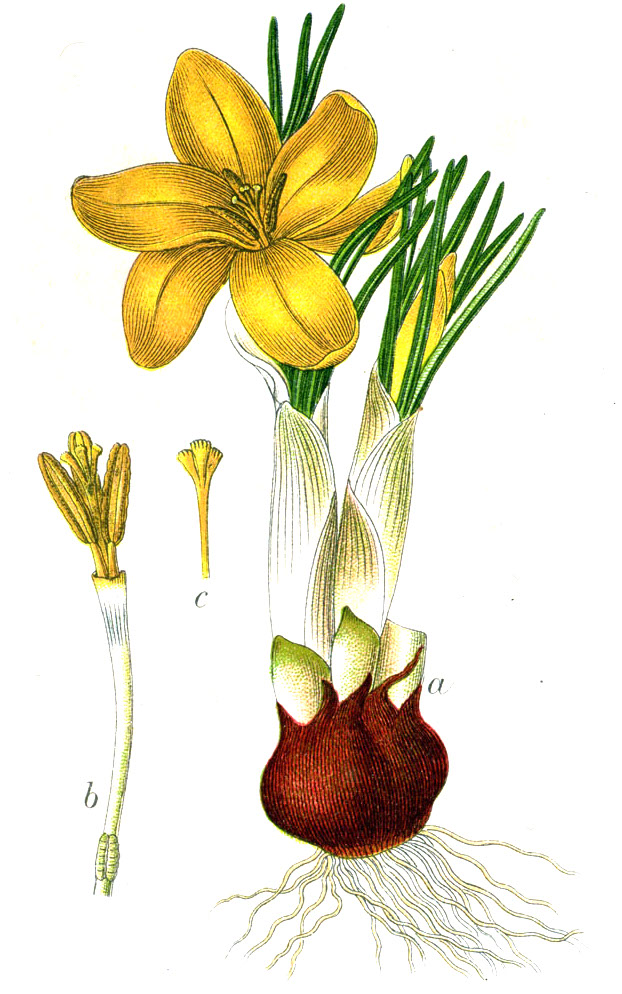
Morfologia